# Parafia św. Macieja w Orlu
Parafia św. Macieja w Orlu – rzymskokatolicka parafia w dekanacie Mrocza diecezji bydgoskiej. Została utworzona 3 lipca 1925 r.
Na obszarze parafii leżą miejscowości: Izabela, Jadwigowo, Jeziorki Zabartowskie, Kaźmierzewo, Orle, Orlinek, Orzelski Młyn, Podgórz i Witosław.
3 grudnia 2023 proboszczem parafii został mianowany ks. Mirosław Baniecki. 